# لجنة الأمم المتحدة لحقوق الإنسان

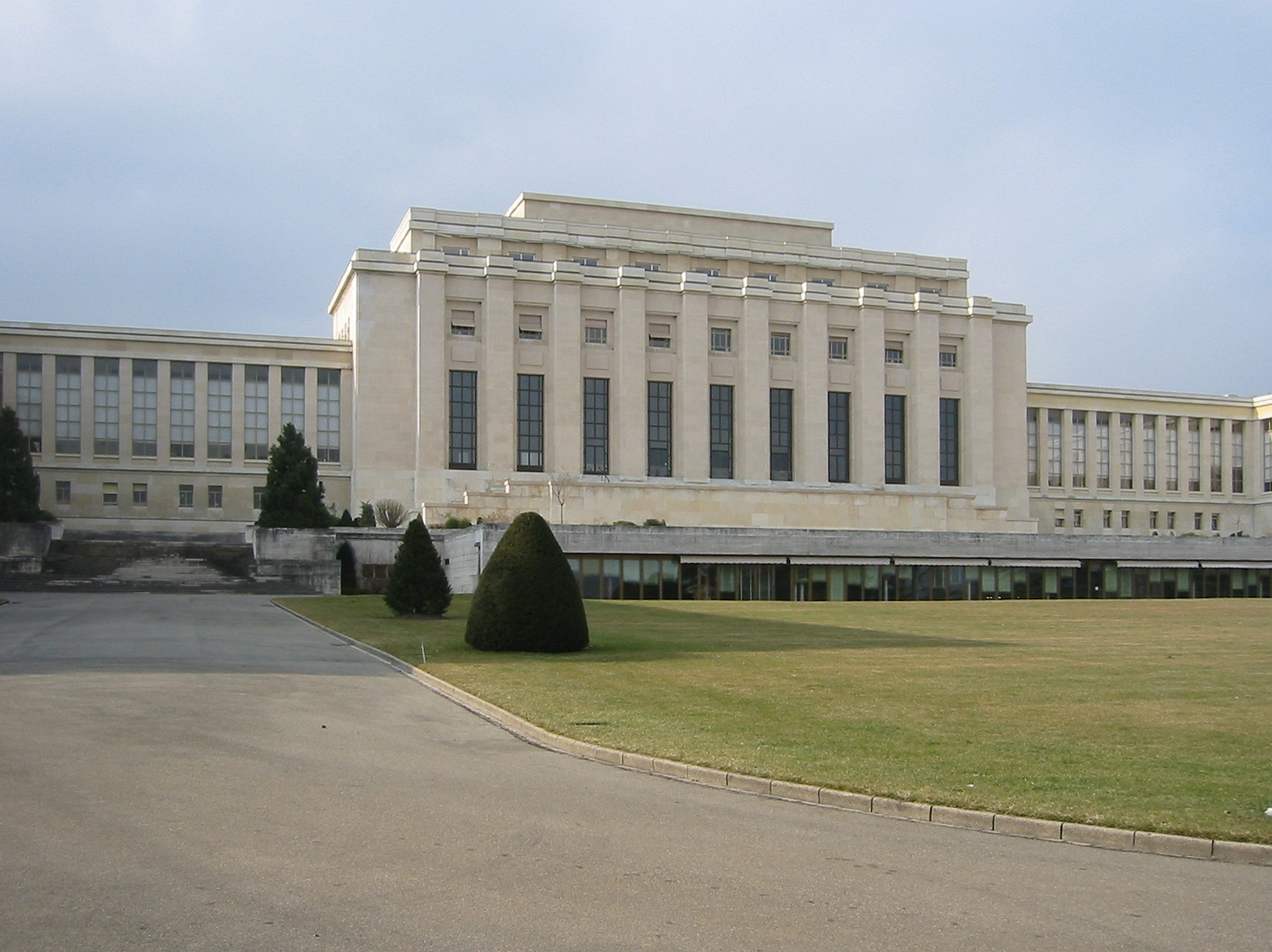

لجنة الأمم المتحدة لحقوق الإنسان هي هيئة تابعة للأمم المتحدة تضم 18 خبيراً أُنشئت بموجب معاهدة لحقوق الإنسان، هي «العهد الدولي الخاص بالحقوق المدنية والسياسية». تجتمع اللجنة في ثلاث دورات سنويًا مدة كل منها أربعة أسابيع للنظر في التقارير الخمسية المقدمة من الدول الأعضاء البالغ عددها 172 دولة إلى «العهد الدولي الخاص بالحقوق المدنية والسياسية» فيما يتعلق بامتثالها للمعاهدة، وأي عرائض فردية أخرى تتعلق بالدول الـ 116 الأعضاء في البروتوكول الاختياري الأول للعهد الدولي الخاص بالحقوق المدنية والسياسية. تُعتبر اللجنة إحدى الهيئات العشر لمعاهدة حقوق الإنسان التابعة للأمم المتحدة، كل منها مسؤولة عن الإشراف على تنفيذ معاهدة معينة.
يجب عدم الخلط بين لجنة الأمم المتحدة لحقوق الإنسان ومجلس حقوق الإنسان التابع للأمم المتحدة، أو سابقته، لجنة الأمم المتحدة المتصلة بحقوق الإنسان. في حين أن مجلس حقوق الإنسان (منذ يونيو 2006) ولجنة الأمم المتحدة المتصلة بحقوق الإنسان (قبل ذلك التاريخ) هي هيئات سياسية تابعة للأمم المتحدة: فهي تتألف من الدول، وأنشأها قرار الجمعية العامة للأمم المتحدة وميثاق الأمم المتحدة، وتناقش ما يخص حقوق الإنسان على نطاق كامل؛ أما لجنة حقوق الإنسان فهي هيئة خبراء تابعة للأمم المتحدة: تتكون من أشخاص، وأنشأها العهد الدولي الخاص بالحقوق المدنية والسياسية، وتناقش المسائل المتعلقة بتلك المعاهدة فقط.

## الأعضاء
ينص «العهد الدولي الخاص بالحقوق المدنية والسياسية» على القواعد الأساسية لعضوية لجنة حقوق الإنسان. تنص المادة 28 من العهد على أن اللجنة تتألف من 18 عضوًا من دول أطراف في العهد الدولي الخاص بالحقوق المدنية والسياسية، «يكون الأشخاص ذوي شخصية أخلاقية عالية وكفاءة مُعترف بها في مجال حقوق الإنسان»، مع مراعاة «فائدة مشاركة بعض الأشخاص أصحاب الخبرة القانونية». وفقًا للمادة 28، يعمل الأعضاء بصفتهم الشخصية، وليس كممثلين لبلدانهم. وكما هو مذكور في المادتين 29 و30 من «العهد الدولي الخاص بالحقوق المدنية والسياسية»، يُنتخب الأعضاء من خلال اجتماع للدول الأطراف في العهد الدولي والذي يُعقد في مقر الأمم المتحدة. وفقًا للمادة 32، يقضون فترات عضوية مدتها أربع سنوات، مع انتخاب نصف عددهم كل عام.
تضم العضوية الحالية من يلي:
| الرقم | الاسم                         | الدولة       | مدة الولاية |
| 1     | السيدة تانيا ماريا أبدو روشول | باراغواي     | 2017-2020   |
| 2     | السيد ياد بن عاشور            | تونس         | 2019-2022   |
| 3     | السيدة إلزي براندز كيريس      | لاتفيا       | 2017–2020   |
| 4     | السيد كريستوفر عارف بلقان     | غيانا        | 2019-2022   |
| 5     | السيد أحمد أمين فتح الله      | مصر          | 2017–2020   |
| 6     | السيد شويتشي فورويا           | اليابان      | 2019-2022   |
| 7     | السيد كريستوف هاينز           | جنوب أفريقيا | 2017–2020   |
| 8     | السيد هيرنان كويزادا كابريرا  | تشيلي        | 2019-2022   |
| 9     | السيد باماريام كويتا          | موريتانيا    | 2017–2020   |
| 10    | السيدة مارسيا. في. جيه. كران  | كندا         | 2017–2020   |
| 11    | السيد دنكان لاكي موهوموزا     | أوغندا       | 2019-2022   |
| 12    | السيدة فوتيني بازارتزيس       | اليونان      | 2019-2022   |
| 13    | السيدة فاسيلكا سانكين         | سلوفينيا     | 2019-2022   |
| 14    | السيد خوسيه مانويل سانتوس بيس | البرتغال     | 2017–2020   |
| 15    | السيد يوفال شاني              | إسرائيل      | 2013–2020   |
| 16    | السيدة هيلين تيغوردجا         | فرنسا        | 2019-2022   |
| 17    | السيد جينتيان زيبيري          | ألبانيا      | 2019-2022   |
| 18    | السيد أندرياس. بي. زيمرمان    | ألمانيا      | 2018–2020   |

### الانتخابات الأخيرة
في 14 يونيو 2018، اجتمعت الدول الأعضاء في العهد الدولي الخاص بالحقوق المدنية والسياسية وانتخبت تسعة أعضاء في اللجنة، ليحلوا محل مَن تنتهي مدة ولايتهم في نهاية عام 2018. وكان هناك 16 مرشحًا لشغل المناصب التسعة، دون حساب مُرشحَين قد سُحبَا قبل الانتخابات بفترة قصيرة ومرشح آخر تأخر ترشيحه. وكان المنتخبون هم السيد ياد بن عاشور* (تونس)، والسيد كريستوفر بلقان (غيانا)، والسيدة فوتيني بازارتيس *(اليونان)، والسيدة هيلين تيغروجا (فرنسا)، والسيد هيرنان كيزادا كابريرا (شيلي)، والسيد جينتيان زيبيري (ألبانيا)، والسيدة فاسيلكا سانسين (سلوفينيا)، والسيد شويتشي فورويا (اليابان)، والسيد دنكان موهوموزا لاكي*(أوغندا). تشير العلامات النجمية إلى الأعضاء السابقين الذين أُعيد انتخابهم. لم يُنتخَب السيد بيير ريتشارد بروسبر من الولايات المتحدة، وهي «هزيمة أولى من نوعها لمرشح أمريكي للجنة الأمم المتحدة لحقوق الإنسان». 

## الاجتماعات والأنشطة
تجتمع اللجنة ثلاث مرات في السنة لدورات مدة كل منها أربعة أسابيع (دورة الربيع في مقر الأمم المتحدة في نيويورك، ودورتا الصيف والخريف في مكتب الأمم المتحدة في جنيف). تشمل فئات عملها تقارير الدول، والشكاوى الفردية، والتعليقات العامة، والاتصالات بين الدول.

## تقديم التقارير من الدول بموجب العهد الدولي الخاص بالحقوق المدنية والسياسية
لجنة حقوق الإنسان هي الهيئة المسؤولة عن الإشراف على الدول الأعضاء وإسداء النصح لها بشأن تنفيذ مبادئ اتفاقية «العهد الدولي الخاص بالحقوق المدنية والسياسية»، داخل تلك الدول. على غرار جميع معاهدات الأمم المتحدة الرئيسية لحقوق الإنسان، تطلب المادة 40 من «العهد الدولي الخاص بالحقوق المدنية والسياسية» من الدول الأعضاء تقديم تقرير أولي في غضون عام واحد من بدء دخول «العهد الدولي الخاص بالحقوق المدنية والسياسية» في حيز التنفيذ ضمن تلك الدولة، وبعد ذلك بناءً على طلب اللجنة (التي طلبت من الدول التقرير بشكل دوري كل خمس سنوات). بموجب المادة 40، يجب أن تتناول التقارير «التدابير التي تبنّتها الدول والتي تعمل على تفعيل الحقوق المُعترف بها [في العهد الدولي الخاص بالحقوق المدنية والسياسية] والتقدم المُحرز عند التمتع بتلك الحقوق». يمتثل وفد الدولة أمام لجنة حقوق الإنسان في جنيف أو نيويورك لمناقشة التقرير، في إطار عملية عامة يُشار إليها عادةً باسم «الفحص» ولكنها تسمى رسميًا «الحوار مع الدولة العضو». في نهاية الجلسة (التي يُنظر فيها بشأن عدة دول)، تصدر اللجنة «ملاحظات ختامية» على كل دولة باستخدام التقرير، والحوار، وأي معلومات أخرى ذات صلة ومُقدمة من المؤسسات الوطنية لحقوق الإنسان -على سبيل المثال- أو من المنظمات غير الحكومية. تُستخدم هذه الملاحظات للإشادة بالدولة عند حدوث أي تقدم في تنفيذ مبادئ «العهد الدولي الخاص بالحقوق المدنية والسياسية» ولتحديد المجالات التي يُتوقع فيها التحسين. مع وجود 172 دولة عضوًا منذ سبتمبر 2016، أصبح عبء عمل اللجنة ثقيلًا، وبالتالي تعتمد اللجنة على كل دولة على المستوى الوطني في تنفيذ مبادئ «العهد الدولي الخاص بالحقوق المدنية والسياسية» ، بينما تعمل هي كنظام رقابي دوري.

### عملية تقديم التقارير بموجب العهد الدولي الخاص بالحقوق المدنية والسياسية
عند التصديق على «العهد الدولي الخاص بالحقوق المدنية والسياسية»، تكون الدولة ملزمة بعد ذلك بتقديم تقرير بموجب المادة 40 من العهد، وتملك حقوقًا بموجب المادة 41 في تقديم شكاوى فيما بين الدول عن انتهاكات محتملة لمبادئ العهد الدولي. الغرض الرئيسي من هذا التقرير هو تعزيز امتثال الدولة لمبادئ المعاهدة، ويجب أن يكون «تقييمًا صادقًا لمدى امتثالها بالتزامات المعاهدة». تنص المادة 40 (1) على أن التقرير يجب أن ينص على «التدابير [التي اعتمدتها الدولة] والتي فعّلت الحقوق المعترف بها هنا وعلى التقدم المحرز في التمتع بتلك الحقوق».
يُطلب من الدول في التقرير الأولي أن تتناول بالتفصيل كل مادة في الأجزاء الأولى والثانية والثالثة من العهد، وخاصة القواعد القانونية (الإطار الدستوري والقانوني لتنفيذ الحقوق المنصوص عليها في العهد)؛ والشرح مع الأمثلة، عن إمكانية الوصول إلى سبل الانتصاف من أي انتهاكات لحقوق العهد. وهكذا تميل هذه التقارير إلى أن تكون شاملة. ولكن، في التقارير الدورية، تهتم اللجنة بمناقشة الأحكام المحددة في ملاحظاتها الختامية، والتقدم المُحرز نتيجة التمتع بحقوق «العهد الدولي الخاص بالحقوق المدنية والسياسية»، والمواد التي أحدثت تطوراً ملحوظاً منذ تقديمها الأخير. لا يقدم العهد إرشادات توجيهية حول كيفية إعداد تقرير الدولة. وبدلاً من ذلك، أصدرت اللجنة مبادئ توجيهية عامة بشأن هيكلية التقرير.